# Rudolec
Rudolec (in tedesco Deutsch Rudoletz) è un comune ceco situato nel distretto di Žďár nad Sázavou, nella regione di Vysočina.